# Château de Greuille
Le château de Greuille est un château situé dans la commune française de Sassierges-Saint-Germain dans le département de l'Indre dans la région Centre-Val de Loire.

## Situation
Le château se trouve au sein de l'arrondissement de Châteauroux et dans l'intercommunalité de Châteauroux Métropole et à environ 19 kilomètres de la ville préfecture de Châteauroux. 

## Histoire
Il s'agissait autrefois d'une maison forte composée de fossés dont il subsiste encore les pavillons d'entrée et les douves. La famille du Général Bertrand, fidèle de Napoléon, devient propriétaire de l'édifice en 1699. Plus tard, Jenny de Vasson y passera sa jeunesse. 

### Chapelle
L'ancienne chapelle dépend du château et a été consacrée en 1744. Elle est typique et représentative des chapelles berrichonnes avec la présence d'un caquetoire, qui permet aux paroissiens de discuter à l'abri, en dehors des offices.

## Protection
La chapelle est dans un état de péril, la charpente et les lambris sont dégradés. Les fenêtres et les vitraux n'existent plus et l'air et eau pénètrent à l'intérieur. La végétation qui recouvrait l'édifice a été enlevée par les propriétaires actuels. 
Elle compte retrouver son état d’antan grâce à son inscription à la liste des sites retenus pour le loto du patrimoine en 2019.